# Uhlwiller
Ne pas confondre avec Uhrwiller, commune du canton de Niederbronn-les-Bains
Uhlwiller est une commune française située dans la circonscription administrative du Bas-Rhin et, depuis le 1er janvier 2021, dans le territoire de la Collectivité européenne d'Alsace, en région Grand Est.
Cette commune se trouve dans la région historique et culturelle d'Alsace et est composée de deux villages : Uhlwiller et Niederaltdorf.

## Géographie

### Localisation
La commune est située au sud-ouest du canton de Haguenau, à environ 10 km du chef-lieu.
La surface de la commune couvre 745,95 ha dont 181,68 ha de forêt.
Le village d'Uhlwiller possède une vue sur les Vosges du Nord ainsi qu'une forêt toute proche.
Niederaltdorf est nichée au creux d"une vallée.

### Communes limitrophes
Les communes limitrophes sont Dauendorf, Berstheim, Huttendorf, Ohlungen et Schweighouse-sur-Moder.
| Dauendorf    | Neubourg   |                        |
| Morschwiller | Uhlwiller  | Schweighouse-sur-Moder |
| Huttendorf   | Keffendorf | Ohlungen               |

### Hydrographie

#### Réseau hydrographique
La commune est dans le bassin versant du Rhin au sein du bassin Rhin-Meuse. Elle est drainée par la Moder, le ruisseau le Lomdgraben, le ruisseau d'Uhlwiller et le ruisseau le Keffenbach,.
La Moder, d'une longueur de 82 km, prend sa source dans la commune de Zittersheim et se jette  dans le Rhin en rive gauche à Beinheim, après avoir traversé 29 communes. Les caractéristiques hydrologiques de la Moder sont données par la station hydrologique située sur la commune de Schweighouse-sur-Moder. Le débit moyen mensuel est de 5,42 m3/s. Le débit moyen journalier maximum est de 77,8 m3/s, atteint lors de la crue du 11 mai 1970. Le débit instantané maximal est quant à lui de 105 m3/s, atteint le même jour.

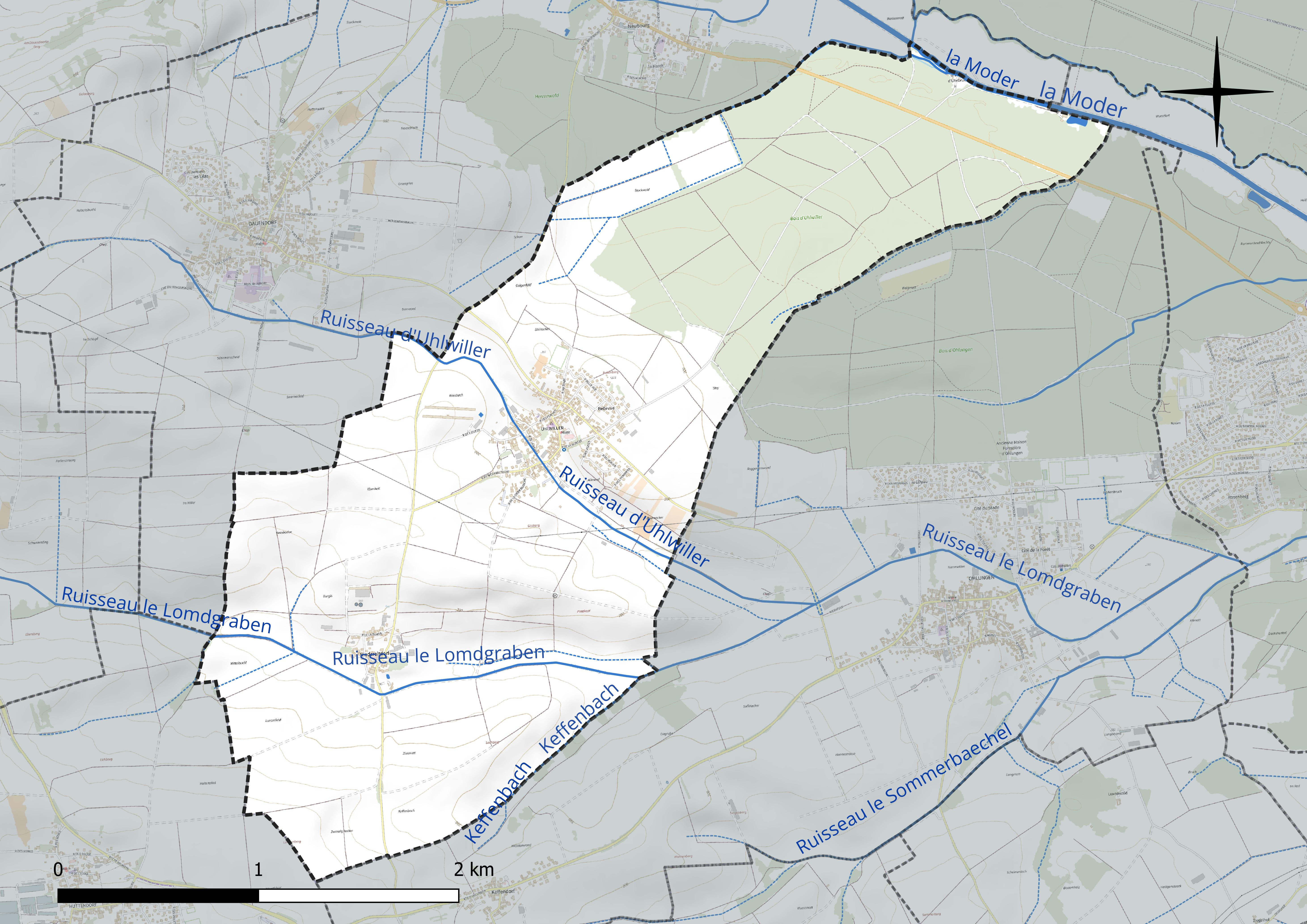
Réseau hydrographique d'Uhlwiller.

Le Lomdgraben, d'une longueur de 11 km, prend sa source dans la commune de Grassendorf et se jette  dans la Moder à Schweighouse-sur-Moder, après avoir traversé sept communes. 

#### Gestion et qualité des eaux
Le territoire communal est couvert par le schéma d'aménagement et de gestion des eaux (SAGE) « Moder ». Ce document de planification concerne le bassin versant de la Moder dont le territoire s'étend sur 1 720 km2. Le périmètre a été arrêté le 25 janvier 2006. La commission locale de l'eau a été créée le 12 juillet 2007, puis modifiée le 14 décembre 2021. La structure porteuse de l'élaboration et de la mise en œuvre est le Syndicat des eaux et de l’assainissement Alsace-Moselle (SDEA). 
La qualité des cours d’eau peut être consultée sur un site dédié géré par les agences de l’eau et l’Agence française pour la biodiversité. 

### Climat
Pour des articles plus généraux, voir Climat du Grand Est et Climat du Bas-Rhin.
En 2010, le climat de la commune est de type climat des marges montargnardes, selon une étude du Centre national de la recherche scientifique s'appuyant sur une série de données couvrant la période 1971-2000. En 2020, Météo-France publie une typologie des climats de la France métropolitaine dans laquelle la commune est exposée à un climat semi-continental et est dans la région climatique  Vosges, caractérisée par une pluviométrie très élevée (1 500 à 2 000 mm/an) en toutes saisons et un hiver rude (moins de 1 °C). 
Pour la période 1971-2000, la température annuelle moyenne est de 10,3 °C, avec une amplitude thermique annuelle de 17,7 °C. Le cumul annuel moyen de précipitations est de 801 mm, avec 10,5 jours de précipitations en janvier et 10,4 jours en juillet. Pour la période 1991-2020, la température moyenne annuelle observée sur la station météorologique de Météo-France la plus proche, « Uhrwiller_sapc », sur la commune de Uhrwiller à 9 km à vol d'oiseau, est de 10,9 °C et le cumul annuel moyen de précipitations est de 740,0 mm. 
La température maximale relevée sur cette station est de 38,7 °C, atteinte le 7 août 2015 ; la température minimale est de −18 °C, atteinte le 20 décembre 2009,,. 
Les paramètres climatiques de la commune ont été estimés pour le milieu du siècle (2041-2070) selon différents scénarios d'émission de gaz à effet de serre à partir des nouvelles projections climatiques de référence DRIAS-2020. Ils sont consultables sur un site dédié publié par Météo-France en novembre 2022.

## Urbanisme

### Typologie
Au 1er janvier 2024, Uhlwiller est catégorisée commune rurale à habitat dispersé, selon la nouvelle grille communale de densité à sept niveaux définie par l'Insee en 2022.
Elle est située hors unité urbaine. Par ailleurs la commune fait partie de l'aire d'attraction de Strasbourg (partie française), dont elle est une commune de la couronne,. Cette aire, qui regroupe 268 communes, est catégorisée dans les aires de 700 000 habitants ou plus (hors Paris),.

### Occupation des sols

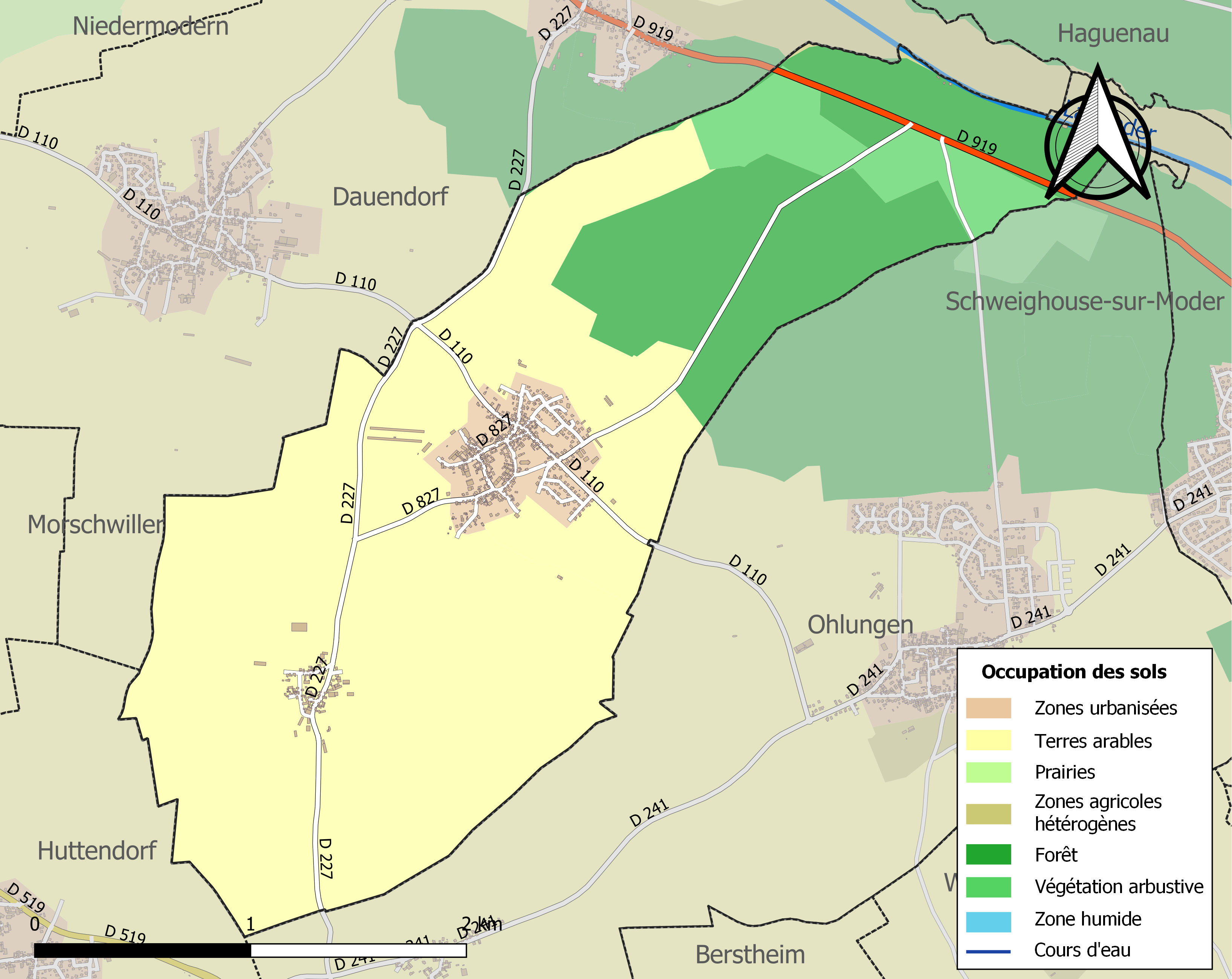
Carte des infrastructures et de l'occupation des sols de la commune en 2018 (CLC).

L'occupation des sols de la commune, telle qu'elle ressort de la base de données européenne d’occupation biophysique des sols Corine Land Cover (CLC), est marquée par l'importance des territoires agricoles (67,9 % en 2018), une proportion sensiblement équivalente à celle de 1990 (68,6 %). La répartition détaillée en 2018 est la suivante : terres arables (65 %), forêts (21 %), milieux à végétation arbustive et/ou herbacée (5,9 %), zones urbanisées (5,2 %), cultures permanentes (2,7 %), zones agricoles hétérogènes (0,2 %). L'évolution de l’occupation des sols de la commune et de ses infrastructures peut être observée sur les différentes représentations cartographiques du territoire : la carte de Cassini (XVIIIe siècle), la carte d'état-major (1820-1866) et les cartes ou photos aériennes de l'IGN pour la période actuelle (1950 à aujourd'hui).

## Toponymie
Uhviller (1793).

## Histoire
Cité pour la première fois dans un document relatif à l'acquisition d'une propriété par l'abbaye de Wissembourg le 25 mai 742, Olenchaim, plus tard Uhlwiller, fut déjà habité 4 000 ans av. J.-C. Sur le ban de la commune, sont répertoriés un certain nombre de vestiges, tels des monuments funéraires appelés tumulus.
En 1374 éclate une révolte de paysans. L'abbé Berthold de Neuenbourg a annexé cette année-là à ses domaines les terres communes aux villageois d'Uhlwiller (Allmenden)[pas clair]. Ceux-ci se révoltent contre l'abbé et au cours d'une ultime entrevue, le frappent à mort. Les paysans qui ont commis ce crime se voient condamnés à effectuer un pèlerinage à Rome pour les uns et à Saint-Jacques-de-Compostelle pour les autres, afin d'obtenir le pardon pour leur crime. Le reste des villageois quant à lui est condamné à effectuer en plein hiver une procession, les pieds nus, autour de la cathédrale de Strasbourg. Enfin, une croix devait être érigée sur le lieu du crime, afin que chacun se souvienne du forfait. On ne sait pas si les pénitents sont revenus de leur pèlerinage.
L'église d'Uhlwiller, dont la tour remonte à 1535, a été reconstruite en 1740. Elle a fait l'objet d'une complète restauration en 2001, à la suite de la tempête du 26 décembre 1999 qui avait provoqué l'arrachement du clocher et la destruction d'une partie de la toiture de la nef.
Quant à l'annexe Niederaltdorf, sa première citation remonte au 26 décembre 994, lors du don d'un terrain au couvent de Seltz par l'empereur Othon III.
Des restes d'une station romaine ainsi que des vestiges de bâtiments de la même époque ont été retrouvés à Niederaltdorf. L'église de Niederaltdorf avec son clocher à colombages date de 1617.
En juin 2016, la commune n'est toujours pas équipée en internet haut-débit. En 2019, la commune est équipée de la fibre.

## Politique et administration

### Liste des maires
| Période                                  | Période  | Identité       | Étiquette | Qualité |
| ---------------------------------------- | -------- | -------------- | --------- | ------- |
| Les données manquantes sont à compléter. |          |                |           |         |
| Mars 2001                                | Mai 2020 | Daniel Gaupp   | DVD       |         |
| Mai 2020                                 | En cours | Thomas Kleffer |           |         |

## Population et société

### Démographie
L'évolution du nombre d'habitants est connue à travers les recensements de la population effectués dans la commune depuis 1793. Pour les communes de moins de 10 000 habitants, une enquête de recensement portant sur toute la population est réalisée tous les cinq ans, les populations de référence des années intermédiaires étant quant à elles estimées par interpolation ou extrapolation. Pour la commune, le premier recensement exhaustif entrant dans le cadre du nouveau dispositif a été réalisé en 2008.

En 2022, la commune comptait 674 habitants, en évolution de −3,3 % par rapport à 2016 (Bas-Rhin : +3,17 %, France hors Mayotte : +2,11 %).
| 1793 | 1800 | 1806 | 1821 | 1831 | 1836 | 1841 | 1846 | 1851 |
| ---- | ---- | ---- | ---- | ---- | ---- | ---- | ---- | ---- |
| 646  | 635  | 680  | 535  | 899  | 881  | 861  | 938  | 885  |

| 1856 | 1861 | 1866 | 1871 | 1875 | 1880 | 1885 | 1890 | 1895 |
| ---- | ---- | ---- | ---- | ---- | ---- | ---- | ---- | ---- |
| 817  | 819  | 791  | 772  | 748  | 759  | 708  | 662  | 658  |

| 1900 | 1905 | 1910 | 1921 | 1926 | 1931 | 1936 | 1946 | 1954 |
| ---- | ---- | ---- | ---- | ---- | ---- | ---- | ---- | ---- |
| 674  | 710  | 729  | 650  | 671  | 647  | 640  | 628  | 609  |

| 1962 | 1968 | 1975 | 1982 | 1990 | 1999 | 2006 | 2008 | 2013 |
| ---- | ---- | ---- | ---- | ---- | ---- | ---- | ---- | ---- |
| 593  | 613  | 610  | 648  | 636  | 623  | 687  | 705  | 702  |

| 2018 | 2022 | - | - | - | - | - | - | - |
| ---- | ---- | - | - | - | - | - | - | - |
| 679  | 674  | - | - | - | - | - | - | - |

### Activités culturelles
Uhlwiller-Niederaltdorf est une belle contrée où il est possible, grâce à ses clubs, de s'adonner à de nombreux sports et loisirs tels que le tir, le football, la gymnastique, le théâtre dialectal, la musique, après-midi récréatifs pour les plus jeunes, etc.  , ou tout simplement participer aux diverses manifestations festives organisées tout au long de l'année.[passage promotionnel]

## Culture locale et patrimoine

### Lieux et monuments
- À Niederaltdorf se trouve une église dont le clocher en colombage est daté du XVIIe siècle.
- Un Musée du pain créé par l'abbé Ritt qui a voulu rendre hommage à l'un des enfants de la commune, André Grusenmeyer (1840-1905), qui en 1878 fut à l'origine de l'invention de la batteuse.
- Dans la partie est de la forêt vers la route reliant Neubourg à Schweighouse-sur-Moder se trouvent d'anciennes tombes d'origine celte, appelées également tumulus.

Quelques belles maisons à colombages, le Musée du pain niché sur le flanc de la colline et surplombé par l'église Saints-Pierre-et-Paul rendent Uhlwiller très attrayant.[réf. nécessaire]

### Personnalités liées à la commune
- André Grusenmeyer (1840-1905), mécanicien et inventeur.

### Héraldique
| Blason de Uhlwiller | Blason  | D'or au griffon de sable. |
| Blason de Uhlwiller | Détails |                           |